# ワールドサッカー ウイニングイレブン 2014

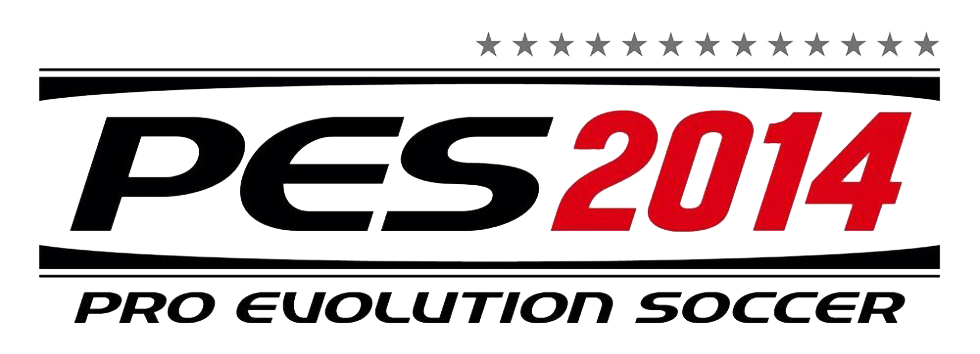
日本国外版「プロエボリューションサッカー2014」のロゴ

『ワールドサッカー ウイニングイレブン2014』（英語表記：WORLD SOCCER Winning Eleven 2014、欧州名：Pro Evolution Soccer 2014）は、コナミデジタルエンタテインメントから発売されたサッカーゲーム。ウイイレシリーズとしては今作で18作目（PS（2000も含む。）、PS2、PS3の通算。Jリーグ版、ファイナルエヴォリューション等は除く）である。略称は『ウイイレ 2014』
UEFAチャンピオンズリーグとUEFAヨーロッパリーグ、コパ・リベルタドーレスも引き続き搭載されており、さらにAFCチャンピオンズリーグが新たに追加されている。
今作は最後にアーケード版が開発された作品である。アーケード版は2025年現在もサービスを継続している。

## 概要
本作より次世代ハード版（PS3、Xbox 360、PC）はゲームエンジンにFox Engineを採用。それにより、表情や、汗や光の反射、ユニフォームに付着する汚れまで再現された。スタジアムの演出も増え、発炎筒のほかにコレオグラフィーなども追加された。以後、Fox Engineは2021年版まで使用され続けた。物理演算エンジンは、Havokを採用。今作から、3rd、4thユニフォームも選択できるようになった。2013はリーガ・エスパニョーラの全クラブのスタジアムやスタジアムエディットが収録されたが今作は無く、スタジアムで雨も降らなくなった。また、2013まではトレーニングモードにおいては練習場で行い、トレーニングウェアと2色のビブスを着て練習していたが、今作からは2チームを必ず選ばなければならず、しかもゲームウェアを着ての練習で、たとえ同じチーム同士であってもそのチームのホーム・アウェイ（または今回から選択できるようになった、3rd、4thユニフォーム）ユニフォームを着て行う。場所も練習場ではなく、チーム設定のスタジアム項目で設定したスタジアム（例:日本代表は埼玉スタジアム2002）で行うという前述の通り雨の設定が出来ないのも含めて、現実では絶対に有り得ない要素もある。
また、ヨーロッパ限定で発売されたPS2版は全世界通して同ハード最後の新作ソフトとなった。

### 蒼き侍の挑戦
4年ごとに発売される特別版。日本のみで発売。蒼き侍の挑戦独自のモード「ジャパンチャレンジ」の追加や(日本国外版はかわりにPS3,360,PC版でWorld ChallengeモードがDLCで追加される。)、｢Jリーグ｣ モードも追加され、ワールドサッカーウイニングイレブンシリーズとしては初めてJリーグがパッケージに収録されている作品となっている(ただしPSP版、日本国外版PESは未収録、DLC配信無しである。)。取り壊しが決定している国立競技場が2010以来、久しぶりに収録された。
PS3版と3DS版には過去の日本のユニフォームが収録されている(ただしPS3版は早期購入特典のシール裏面にあるシリアルコードを入力する必要がある。)。
また3DS版の早期購入特典もあり、こちらは本田圭佑の写真入りの下敷きが購入者に配布される。
なお、蒼き侍の挑戦バージョンのみイングランド代表のライセンスが消滅し、ユニフォームが偽物になっている。(選手は実名)

## ライセンス

### クラブライセンス
本作より、偽名クラブの名称が海外版「Pro Evolution Soccer」シリーズに合わせて統一されている。
- リーガ・エスパニョーラ
  - フルライセンス。
- セリエA
  - イタリアリーグという偽名で登場。全クラブが実名。
- リーグ・アン
  - フルライセンス。
- プレミアリーグ
  - イングランドリーグという偽名で登場。マンチェスター・ユナイテッドFCのみ実名。他クラブも選手名は実名。
- エールディヴィジ
  - フルライセンス。
- スーペル・リーガ
  - ポルトガルリーグという偽名で登場。FCポルト、SLベンフィカ、FCパソス・デ・フェレイラ、SCブラガのみ実名。
  - 3DS版、PSP版では未収録。
- カンピオナート・ブラジレイロ・セリエA
  - ブラジルリーグという偽名で登場。全クラブが実名。セリエBより、アトレチコ・ゴイアニエンセ、フィゲイレンセFC、SEパルメイラス、スポルチ・レシフェの4チームを収録。
  - 3DS版、PSP版では未収録。
- プリメーラ・ディビシオン (アルゼンチン)
  - 2014から新たに追加。 フルライセンス。
  - 3DS版、PSP版では未収録。
- プリメーラ・ディビシオン (チリ)
  - 2014から新たに追加。フルライセンス。
  - 3DS版、PSP版では未収録。
- Jリーグ
  - ベガルタ仙台、浦和レッズ、サンフレッチェ広島、柏レイソルのみACL枠として初期収録。その他のチームはJ1、J2ともにDLCにより追加される。
- その他（ヨーロッパ）

| 所属リーグ国   | チーム名                       |
| -------------- | ------------------------------ |
| ドイツ         | バイエル・レバークーゼン       |
| ドイツ         | バイエルン・ミュンヘン         |
| ドイツ         | シャルケ04                     |
| ベルギー       | RSCアンデルレヒト              |
| キプロス       | APOELニコシア                  |
| デンマーク     | FCコペンハーゲン               |
| デンマーク     | FCノアシェラン                 |
| スコットランド | セルティックFC                 |
| スコットランド | マザーウェルFC                 |
| ギリシャ       | オリンピアコスFC               |
| ギリシャ       | PAOK FC                        |
| イスラエル     | マッカビ・テルアビブFC         |
| ポーランド     | レギア・ワルシャワ             |
| チェコ         | ACスパルタ・プラハ             |
| ロシア         | CSKAモスクワ                   |
| ロシア         | FCゼニト・サンクトペテルブルク |
| トルコ         | ガラタサライSK                 |
| ウクライナ     | FCシャフタール・ドネツク       |

### ナショナルチーム
- 3DS版、PSP版は一部チームはカップモードでしか選べず、なおかつ、プレイヤーが使用できないチームが存在する。
また、3DS版、PSP版のみにしか存在しないチームがある。

| - ヨーロッパ（UEFA） - オーストリア - ベルギー - ボスニア・ヘルツェゴビナ Fict. - ブルガリア - クロアチア Fict. - チェコ - デンマーク - イングランド - フィンランド - フランス - ドイツ - ギリシャ - ハンガリー - アイルランド - イスラエル - イタリア - モンテネグロ Fict. - オランダ Fict. - 北アイルランド Fict. - ノルウェー - ポーランド - ポルトガル - ルーマニア - ロシア - スコットランド - セルビア Fict. - スロバキア Fict. - スロベニア - スペイン - スウェーデン - スイス - トルコ - ウクライナ Fict. - ウェールズ Fict. | - アフリカ（CAF） - アルジェリア Fict. - ブルキナファソ NEW Fict. - カメルーン - コートジボワール - エジプト - ガーナ - ギニア Fict. - マリ Fict. - モロッコ Fict. - ナイジェリア Fict. - セネガル Fict. - 南アフリカ共和国 - チュニジア Fict. - ザンビア Fict. - 北中米カリブ海（CONCACAF）・南米（CONMEBOL） - コスタリカ Fict. - ホンジュラス Fict. - ジャマイカ NEW Fict. - メキシコ Fict. - パナマ Fict. - アメリカ合衆国 Fict. - アルゼンチン - ボリビア - ブラジル - チリ - コロンビア - エクアドル Fict. - パラグアイ Fict. - ペルー - ウルグアイ - ベネズエラ Fict. | - アジア（AFC）・オセアニア（OFC） - オーストラリア - 中華人民共和国 Fict. - イラン Fict. - イラク Fict. - 日本 - ヨルダン Fict. - クウェート Fict. - 韓国 Fict. - サウジアラビア Fict. - レバノン Fict. - ニュージーランド - オマーン Fict. - 北朝鮮 Fict. - カタール Fict. - タイ Fict. - アラブ首長国連邦 Fict. - ウズベキスタン Fict. |

詳細

太字 – フルライセンス

New – 2014から収録される国

Fict. – 偽名で収録される国

前作のワールドサッカーウイニングイレブン2013からはアンゴラとカナダが未収録となり、日本国外版では日本代表は偽名で収録されている。青き侍の挑戦ではイングランド代表のライセンスが消滅している (選手は実名)。またDLCおよびデータパックによってブラジル代表、オランダ代表（オリジナルは偽名）はフルライセンスとなって登場している｡

## スタジアム
実名スタジアム
- オールド・トラッフォード（マンチェスター・ユナイテッドFC）
- ウェンブリー・スタジアム（イングランド代表）
- アリアンツ・アレナ（バイエルン・ミュンヘン）
- ジュゼッペ・メアッツァ（インテル）
- サンシーロ（ACミラン）
- ユヴェントス・スタジアム（ユヴェントスFC / UEFAヨーロッパリーグ決勝会場）
- スタッド・ド・フランス（フランス代表）
- エスタディオ・ダ・ルス（SLベンフィカ / UEFAチャンピオンズリーグ決勝会場）
- ラ・ボンボネーラ（ボカ・ジュニアーズ）※DLCにて追加。オンラインサービスが終了した現在では蒼き侍の挑戦版にのみ登場。
- エル・モヌメンタル（CAリーベル・プレート）
- エスタディオ・ウルバーノ・カルデイラ（サントスFC）
- エスタジオ・ド・モルンビー（サンパウロFC）
- プリンス・アブドゥッラー・アル・ファイサル・スタジアム（アル・アハリ・ジッダ / アル・イテハド）※ラ・ボンボネーラに同じ。
- キング・ファハド国際スタジアム（アル・シャバブ・リヤド / サウジアラビア代表）
- 埼玉スタジアム2002（浦和レッズ / 日本代表）
- 国立競技場（日本代表）※2014版のみDLCによって追加。

架空スタジアム
- コナミスタジアム
- ロイヤル・ロンドン・スタジアム
- ブルク・スタディオン
- エスタディオ・ヌエボ・トリウンフォ
- エスタディオ・エスコルビオ

## ボール
エキシビジョン使用可能ボール(デフォルト)
- Classic
- Plain
- WE-PES 00′s
- WE-PES 30′s
- WE-PES 40′s
- WE-PES 50′s
- WE-PES 60′s
- WE-PES 2002
- WE-PES 2003
- WE-PES 2007
- WE-PES 2008
- WE-PES 2009 Claw
- WE-PES 2010
- WE-PES 2011
- WE-PES 2012
- WE-PES 2013
- WE-PES 2014
- Adidas predator glider - blue
- Adidas predator glider - green
- Nike INCYTE
- Puma POWERCAT 1.12
- Puma KING Match
- Umbro NEO 150 ELITE
- Umbro CERAMICA

アップデートにより追加されたボール (エキシビジョン使用可能)
- Adidas Brazuca
- Adidas NITROCHARGE Glider
- Nike Ordem
- Umbro CERAMICA Hi-Vis Orange/Black

リーグ・カップ限定ボール
- Adidas Pro League 1 OMB (リーグ 1)
- Nike INCYTE LFP (リーガ BBVA)
- Adidas Tafugo (プリメーラ･ディビシオン･ARG)
- Adidas Argentum (プリメーラ･ディビシオン･ARG/アップデート)
- Puma KING Chile 2013-2014 (プリメーラ･ディビシオン･CHI)
- Adidas JLeague OMB (Jリーグ/アップデート)
- Adidas 天皇杯 公式球 (Jリーグ/アップデート)
- Adidas Finale OMB (UEFAチャンピオンズリーグ)
- Adidas Finale OMB Power Orange (UEFAチャンピオンズリーグ)
- Adidas Finale Lisbon OMB (UEFAチャンピオンズリーグ決勝/アップデート)
- Adidas UEFA Europa League OMB (UEFAヨーロッパリーグ)
- Nike Maxim CSF (コパ･リベルタドーレス)
- Nike Ordem BALON OFICIAL 2014 (コパ･リベルタドーレス2014/アップデート)
- Nike AFC Champions League OMB (AFCチャンピオンズリーグ)

## 楽曲
- 「Carnaval de Paris」 Dario G
- 「Guajira Guantanamera」 elbicho
- 「Para todos Futbol」 Sergio Vainikoff
- 「Nick」 Konami tracks
- 「High Rollin」 Konami tracks
- 「Lords of the Arena」 Konami tracks
- 「The Everlasting View」 Konami tracks
- 「Nessum Dorma」 Pavarotti
- 「Aida Grant March」 Verdi
- 「Requiem Dies Irae (Chorus)」 Verdi
- 「Jupiter, Combined Version」 Holst
- 「higher」 MAN WITH A MISSION[10]
- 「Endroll」 Konami tracks

## 実況・解説
PS3版
- 実況：ジョン・カビラ
- 解説：北澤豪、名波浩

PSP版、3DS版
- 実況：ジョン・カビラ
- 解説：北澤豪